# Werner Kaegi (történész)
Werner Kaegi (Oetwil am See, Zürich kanton, 1901. február 22. – Bázel, 1979. június 15.) svájci történész.

## Pályafutása
Humán gimnáziumban érettségizett Zürichben. 1919-től történelmet és művészettörténetet tanult Zürichben, Lipcsében és Firenzében. 1924-ben doktorált Lipcsében Hutten und Erasmus. Ihre Freundschaft und ihr Streit értekezésével.
Tanulmányait Párizsban és Bázelban folytatta. A Bázeli Egyetemen kezdett tanítani 1933-ban, 1935-ben tanszékvezetőként folytatta munkáját 1971-ig, szakterülete a középkor és az újkor történelme volt. Részletes életrajzot írt Jacob Burckhardt történészről, és németre fordította Johan Huizinga műveit. Gottfried Keller-díjjal (1954), Jacob Burckhardt-díjjal (1971) és  Erasmus-díjjal (1977) tüntették ki. Irodalmi hagyatékát a Paul Sacher Alapítvány (Paul-Sacher-Stiftung) őrzi Bázelban.

## Válogatott művei
- Jacob Burckhardt. 7 Bände. 1947–1982
  - Band I: Kindheit und frühe Jugend. Mit 27 Abbildungen
  - Band II: Das Erlebnis der geschichtlichen Welt. Mit 32 Abbildungen
  - Band III: Die Zeit der klassischen Werke. Mit 32 Tafeln
  - Band IV: Das historische Amt und die späten Reisen. Mit 33 Tafeln
  - Band V: Das neuere Europa und das Erlebnis der Gegenwart. Mit 29 Tafeln
  - Band VI, 1/2: Weltgeschichte, Mittelalter-Kunstgeschichte, die letzten Jahre 1886-1897. Mit 29 Tafeln
  - Band VII: Griechische Kulturgeschichte, das Leben im Stadtstaat, die Freunde, mit Personen- und Ortsregister zum Gesamtwerk